# Pego (Abrantes)
Pego ist ein Ort und eine Gemeinde in Portugal.

## Geschichte
Erstmals wurde Pego in Dokumenten des Jahres 1332 erwähnt. Die Gemeindekirche wurde im 17. Jahrhundert errichtet.
Ab 1988 errichtete das portugiesische Unternehmen Tejo Energia hier ein Kraftwerk, dessen zwei Blöcke Mitte der 1990er Jahre ans Netz gingen. Nachdem später zunächst ein Block auf Gas umgestellt wurde, wurde am 30. November 2021 die Kohleverfeuerung beendet, die Umstellung auch des zweiten Blocks auf Gas ist vorgesehen. Nach Sines, wo im Januar 2021 das  Kohlekraftwerk abgeschaltet wurde und auf Wasserstoffproduktion umgestellt wird, war Pego damit das letzte Kohlekraftwerk Portugals.

## Verwaltung
Pego ist Sitz der gleichnamigen Gemeinde (Freguesia) im Kreis (Concelho) von Abrantes im Distrikt Santarém. Die Gemeinde hat eine Fläche von 36,0 km² und 2175 Einwohner (Stand 19. April 2021).
Zwei Ortschaften liegen in der Gemeinde:
- Coalhos
- Pego